# Joaquín Arnau e Ibáñez
Joaquín Arnau e Ibáñez (Rubielos de Mora, 1850-Valencia, 1890) fue un filósofo, escritor y periodista español.

## Biografía
Nacido en 1850 en la localidad turolense de Rubielos de Mora, fue catedrático de Metafísica en la Universidad de Valencia desde noviembre de 1887 hasta su muerte. Hacia 1860 dirigía en Madrid el periódico El Demócrata y, posteriormente, haría lo mismo con el Diario de Avisos de Zaragoza. Falleció el 11 de enero de 1890 en Valencia. Entre sus obras se encontró Rusia ante el Occidente. Estudio crítico del nihilismo (1882).